# Place de l'Écluse
La place de l'Écluse, est une place de Nantes en France. 

## Situation et accès
Située dans le centre-ville de Nantes, la place de l'Écluse, en forme d'hémicycle, occupe une partie du côté est du cours des 50-Otages. Elle est traversée par les lignes 2 et 3 du tramway de Nantes, dont le point de jonction se trouve sur la place. Elle se trouve à la croisée des rues de Feltre et des Trois-Croissants et des allées d'Orléans, de Penthièvre et Duquesne.

## Origine du nom
Elle doit son nom à une écluse construite à cet endroit en 1828.

## Historique
La place est tout d'abord baptisée « place du Petit-Marais », avant de prendre le nom de « place de l'Écluse » le 29 octobre 1837.
Elle bordait la rive gauche l'Erdre, avant le comblement de cette rivière dans les années 1930, et se trouvait alors face au « pont de l'Écluse ».
Cette place doit son nom à l'écluse qui était construite à cet endroit et dont la première pierre est posée le 25 juin 1828 par la Duchesse de Berry lors d'un voyage officiel, ce qui explique que le pont qui y est édifié porte le nom de « pont Madame » avant d'être rebaptisé « pont de l'Écluse », le 27 septembre 1830. La duchesse est arrêtée deux ans plus tard dans une maison de Nantes, à la suite de son implication dans l'Insurrection royaliste de 1832.
En 1886, on refait le tablier du pont qui disparaît lors du comblement de l'Erdre en 1929.